# Ridge Racer (videójáték, 2011)
A Ridge Racer (リッジレーサー; Hepburn: Rijji Rēsā), ideiglenes címén Ridge Racer Vita (リッジレーサーヴィータ ; Hepburn: Rijji Rēsā Vīta), autóversenyzős videójáték, melyet a Cellius fejlesztett és a Namco Bandai Games jelentetett meg, kizárólag PlayStation Vita kézikonzolra. A játék a konzol nyitócímeként, 2011. december 17-én és 2012. február 22-én jelent meg Japánban és Európában, melyeket 2012. február 23-án követett az ausztrál, majd 2012. március 13-án az észak-amerikai kiadás. A játék a Ridge Racer sorozat ötödik mobileszközre megjelent címe.

## Fejlesztés
A játékot a 2011-es Electronic Entertainment Expo játékkiállításon jelentették be. Teramoto Hideo, a Cellius vezére a Famicú japán szaklapban közzétett interjújában elmondta, hogy a játék tényleges fejlesztését 2011 tavaszán kezdték meg, így a fejlesztési ideje mindössze néhány hónap volt.

## Letölthető tartalmak
A Sega Daytona USA című videójátékának „Hornet” nevű szériaautója letölthető tartalom képében szerepel a Ridge Racerben, valamint egy a két franchise által inspirált exkluzív dal is. A további cameoszereplépesek között vannak a játék borítóautójának (Kamata SYNCi) Idolmaster sorozat színeibe, illetve a DoCoMO- és a Pac-Man-festésbe öltöztetett verziói. A DoCoMo és az Idolmaster-autók kizárólag Japánban érhetőek el.

## Fogadtatás
A Ridge Racert a szaksajtó éles kritikával fogadta a lecsupaszított megvalósítása és a megfelelő előrehaladás-érzet hiánya miatt. A GameSpot 3/10-es pontszámmal díjazta a játékot, kritizálva annak kezdeti tartalmának – ami a Ridge Racer 7-ből átemelt 5 autót és 3 pályát jelentett – hiányát, amivel arra próbálták rákényszeríteni a játékosokat, hogy vásárolják meg a letölthető tartalmakat. Ugyan az első kiegészítőcsomag egy bizonyos ideig ingyenes volt, azonban ez szintén csak a Ridge Racer 7-ből átemelt tartalmakat jelentett, ami gyenge élményhez vezetett, amiből hiányzik a korábbi részekre jellemző változatosság. Összegzésül megjegyezték, hogy a játék „teljes és tökéletes lehúzás”, ami „sokkal inkább egy olcsó lehúzásnak, semmint egy jól átgondolt terméknek érződik.” Az IGN hasonló okok miatt szintén 3/10-es pontszámot adott a játékra, kritizálva a bárminemű történetvonal vagy az előrehaladáson alapuló játékmódok vagy ligák hiányát, illetve a kiegyensúlyozatlan internetes versenyeket, melyek egy fejlődési rendszert alkalmaznak a játékos autójának maximális sebességének meghatározására, ezzel tisztességtelen hátrányt gördítve az újabb játékosok elé. A weboldal szerint a Ridge Racer „vákuumban való versenyzés, alig több mint egy tech demo, egy olyan internetet igénylő közösségi keretre ráhúzva, ami számos szinten alapvetően el van baltázva.” A Ridge Racer az IGN 2012. júniusi „2012 eddigi legrosszabb videójátékai” listájára is felkerült.